# Paris-Roubaix 2003
Paris-Roubaix 2003 a fost a 101-a ediție a Paris-Roubaix, o cursă clasică de ciclism de o zi din Franța. Evenimentul a avut loc pe 13 aprilie 2003 și s-a desfășurat pe o distanță de 261 kilometri până la velodromul din Roubaix. Câștigătorul a fost Peter Van Petegem din Belgia de la echipa Lotto–Domo.

## Rezultate
| Loc | Concurent               | Echipă                   | Timp      |
| --- | ----------------------- | ------------------------ | --------- |
| 1   | Peter Van Petegem (BEL) | Lotto–Domo               | 6h 11'35" |
| 2   | Dario Pieri (ITA)       | Saeco Macchine per Caffè | a.t.      |
| 3   | Viaceslav Ekimov (RUS)  | U.S. Postal Service      | a.t.      |
| 4   | Marc Wauters (BEL)      | Rabobank                 | + 15"     |
| 5   | Andrea Tafi (ITA)       | Team CSC                 | + 36"     |
| 6   | Romāns Vainšteins (LAT) | Vini Caldirola–So.di     | + 36"     |
| 7   | Servais Knaven (NED)    | Quick-Step–Davitamon     | + 36"     |
| 8   | Daniele Nardello (ITA)  | Team Telekom             | + 36"     |
| 9   | Rolf Aldag (GER)        | Team Telekom             | + 36"     |
| 10  | Serguei Ivanov (RUS)    | Fassa Bortolo            | + 1' 08"  |